# Exercice illégal de la médecine en droit pénal français
Pour un article plus général, voir Exercice illégal de la médecine.
Le délit d'exercice illégal de la médecine est prévu et réprimé par les articles L4161-1 à L4161-6 du Code de la santé publique. Il est constitué dès lors qu'une personne pose un diagnostic ou traite une maladie, habituellement ou par direction suivie, sans avoir le diplôme requis pour être médecin, chirurgien-dentiste ou sage-femme. Il est puni de deux ans d'emprisonnement et de 30 000 euros d'amende. Il y a aussi exercice illégal quand le praticien (médecin ou dentiste) n'est pas inscrit au tableau départemental de l'Ordre, ou quand il en a été radié. Les médecins peuvent également être condamnés pour l'incitation ou la complicité à l'exercice illégal.
Les médecins bénéficient donc du monopole de l'exercice de la médecine. Pourtant, du fait de la sous-utilisation d'autres professionnels de santé ou paramédicaux comme les opticiens, se développe la délégation médicale.

## Histoire
La loi du 19 ventôse an XI (10 mars 1803), dont le premier objectif  est de mettre un terme au charlatanisme, institue la notion d’exercice illégal de la médecine. À cette époque, le médecin ne possède pourtant pas une efficacité supérieure aux « empiriques ».
La loi Brouardel légiférera également dans ce domaine.

## La psychanalyse
La psychanalyse a été poursuivie en France, à certaines périodes. Ainsi, en 1951, Margaret Clark-Williams, psychanalyste non-médecin, est poursuivie par le Conseil de l’Ordre des médecins pour « exercice illégal de la médecine ». D'abord acquittée, le Conseil fait appel et, en seconde instance, le tribunal, en se référant au règlement de la Société psychanalytique de Paris la juge coupable et la condamne à une amende symbolique dont elle sera peu de temps après amnistiée.

## Pratiques alternatives ayant fait l'objet de condamnations

### Médecine traditionnelle chinoise
En 2001, des praticiens utilisant la médecine traditionnelle chinoise furent accusés d'exercice illégal, l'un d'entre eux, acupuncteur, fut finalement condamné à des peines d'amendes.
La justice examine entre autres si la personne qui pratique des actes thérapeutiques est détentrice ou non d'un diplôme étranger, et si elle a fait une demande de reconnaissance de ce titre en France.

### Phytothérapie
L'épouse et les collaborateurs de Mirko Beljanski ont été condamnés pour la commercialisation de traitements anti-sida à base d'extraits de plantes n'ayant pas fait la preuve de leur efficacité.

### Hypnose
La pratique de l'hypnose en tant que traitement a également été l'objet de plusieurs condamnations au cours du XIXe siècle. Parmi la jurisprudence de la Cour de cassation, citons l'arrêt du 17 décembre 1859 : condamnation d'un agent médical qui travaillait avec des hypnotiseurs.